# Leptosphaerulina hyperborea
Leptosphaerulina hyperborea är en lavart som först beskrevs av Karl Wilhelm Gottlieb Leopold Fuckel, och fick sitt nu gällande namn av M.E. Barr 1972. Leptosphaerulina hyperborea ingår i släktet Leptosphaerulina, ordningen Pleosporales, klassen Dothideomycetes, divisionen sporsäcksvampar och riket svampar.   Inga underarter finns listade i Catalogue of Life.
I den svenska databasen Dyntaxa används istället namnet Scleropleella hyperborea för samma taxon.  Arten är reproducerande i Sverige.